# Шулер, Ганс
Ганс Шулер (англ. Hans Schuler; 1865—1952) — американский скульптор-монументалист немецкого происхождения, первым получивший золотую медаль на Парижском салоне.

## Биография
Родился 25 мая 1874 года в земле Эльзас-Лотарингия Германской империи. В юности вместе с семьёй эмигрировал в Соединенные Штаты. Окончил колледж Maryland Institute College of Art города Балтимор, штат Мэриленд, затем обучался в школе американского скульптора Уильяма Ринехарта.
Своё художественное образование продолжил во Франции в Академии Жулиана, обучаясь у французского скульптора Raoul Verlet. В 1901 году Шулер выиграл золотую медаль Парижского салона, став первым американским скульптором, получившим эту награду. Вернувшись в 1906 году в США, создал в Балтиморе собственную студию, где жил и работал до конца своей жизни. 
Ганс Шулер был президентом Maryland Institute College of Art с 1925 по 1951 годы а и членом клуба Charcoal Club of Baltimore. Он был членом Национального общества скульптуров и участвовал на его выставках с  1923 года.
Умер 30 марта 1951 года в Балтиморе.
Его балтиморская студия, называющаяся в настоящее время Schuler School of Fine Arts, основанная в 1959 году сыном-тёзкой Гансом (Hans Carl Schuler, 1912—1999), до сих пор работает как школа искусств и входит в Национальный реестр исторических мест США (с 1985 года). Сын, также ставший скульптором, разработал медальон, ставший логотипом колледжа St. Mary's College of Maryland в Балтиморе.

## Труды
Ганс Шулер создал много общественных памятников, а также надгробных памятников в натуральную величину и крупнее, изображающих человеческие фигуры. Работы скульптора находятся во многих коллекциях музеев, включая Национальную галерею искусств в Вашингтоне и Художественный музей Уолтерса в Балтиморе.
Среди них — Дядя Джек (англ. Uncle Jack) или Хороший чёрный (англ. The Good Darky), возможно, первый памятник чернокожим в США; была установлена в 1927 году в штате Луизиана.

Некоторые работы
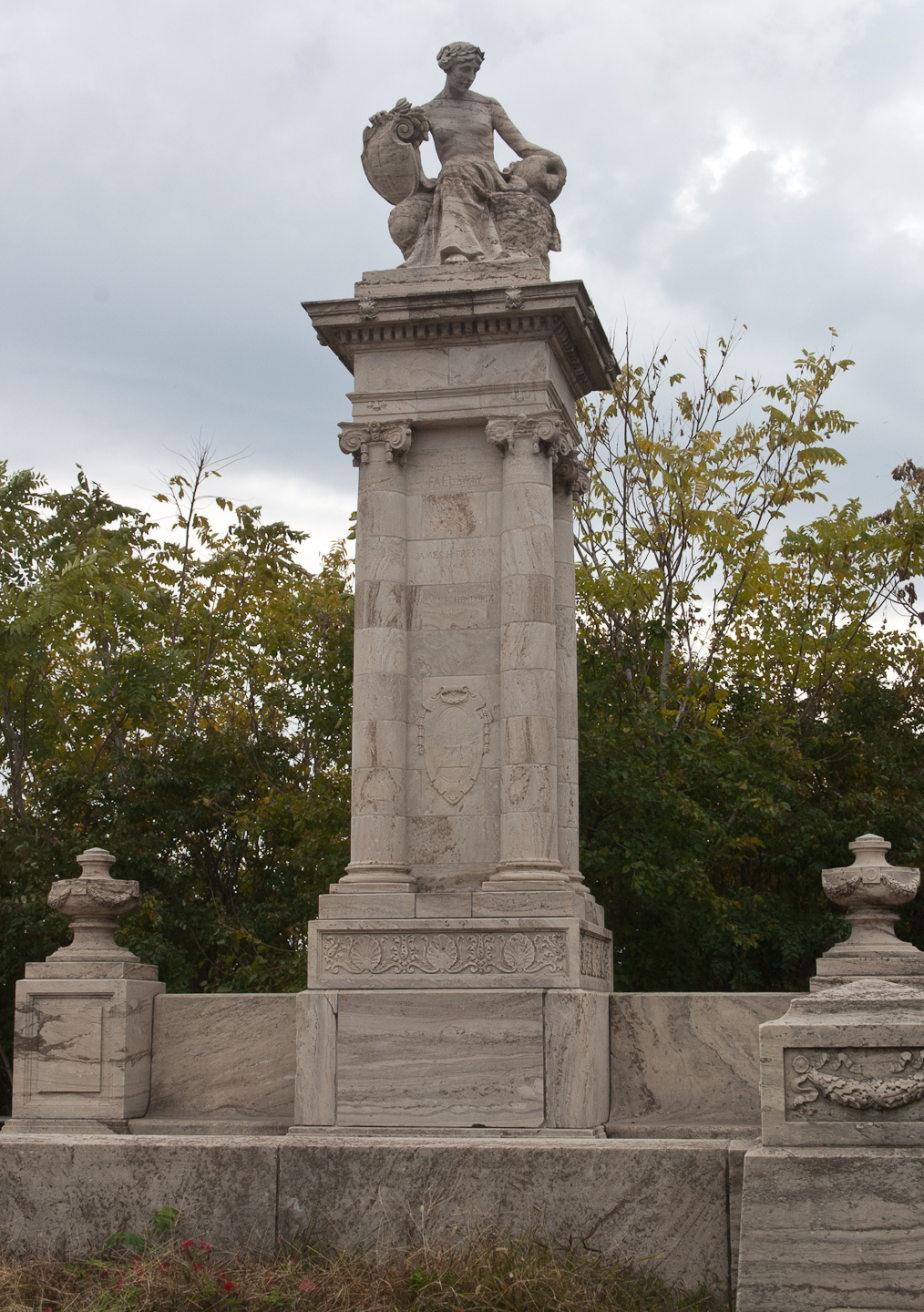
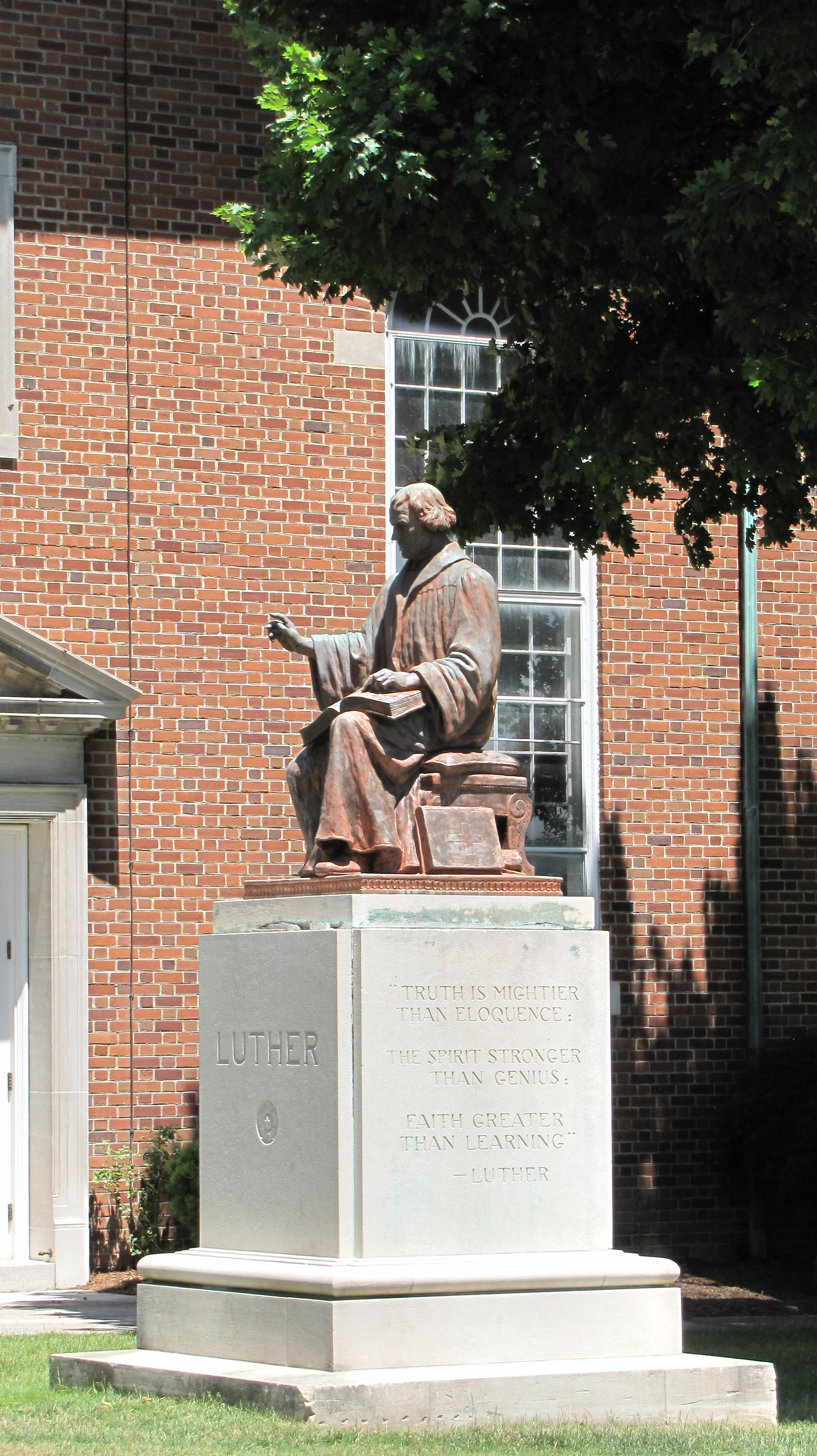
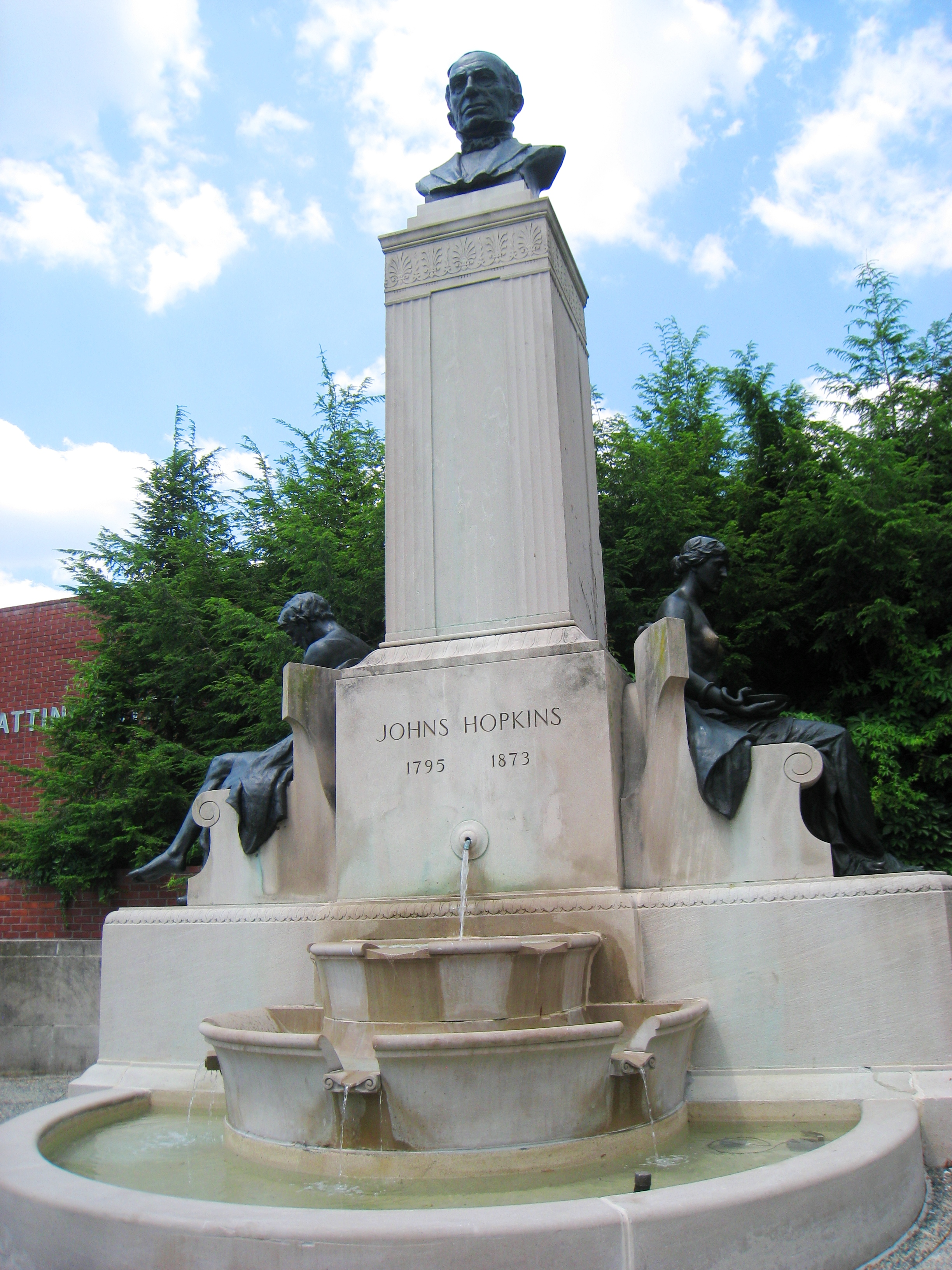